# Pilea purpurea
Pilea purpurea är en nässelväxtart som beskrevs av Ellsworth Paine Killip. Pilea purpurea ingår i släktet pileor, och familjen nässelväxter. Inga underarter finns listade i Catalogue of Life.